# Московское хирургическое общество
Московское хирургическое общество — организация объединяющая хирургов Москвы, состояло при Московском университете. 
Основано в 1873 году при медицинском факультете Московского университета. Одно из первых хирургических обществ в Европе после Парижского «Societe de chirurgie» основанного в 1853 году и первое специализированное медицинское общество в России.

## Основание
Общество было создано по инициативе группы хирургов, членов Общества русских врачей.
Первоначальной задачей общества было изучение всех вопросов медицинской науки, затем оно стало более специализированным. О целях создания общества было ясно сказано в приглашении, разосланном членам-учредителям: «... некоторые товарищи, доктора медицины, нашли благовременным основать в нашей столице Московское хирургическое общество с целью следить за указанным выше чисто хирургическим направлением современной науки и по мере сил своих способствовать этому направлению, содействуя разрешению важнейших сюда относящихся вопросов...». По воспоминаниям одного из учредителей общества Н. И. Стуковенкова врачи - учредители общества собрались в квартире Г. Ф. Марконета в его доме на Спиридоновке, где за одну неделю провели четыре заседания под председательством С. И. Костарев на которых разработали проект устава общества. Первым председателем общества был избран профессор Московского университета И. П. Матюшенков. С. И. Костарев из личных средств внёс 1000 рублей на организацию общества, а позже пожертвовал ему свою богатую научную библиотеку, состоящую из 629 книг.
Устав общества был утверждён Министерством внутренних дел 5 июля 1873 г. Открытие общества состоялось 2 октября 1873 г. в 7 часов 30 минут вечера в зале правления Московского университета. 4 октября 1873 года С. И. Костаревым был сделан первый доклад «О способах перевязки ран», в прениях по которому приняли участие почти все видные московские хирурги.

## Деятельность
До 1918 общество провело 676 заседаний, на которых было заслушано приблизительно 1450 сообщений, сделанных как членами общества, так и посещавшими заседания общества врачами. Среди активных членов общества были видные хирурги Московского университета:  Н. В. Склифосовский, А. А. Бобров, П. И. Дьяконов, Л. Л. Левшин, И. К. Спижарный, А. В. Мартынов, И. Н. Новацкий, Ф. И. Синицын. Общество сыграло большую роль в развитии практической научной хирургии, принимало участие в организации съездов русских хирургов.
В Русско-турецкую войну 1877-1878 гг. обществом был сформирован и послан на фронт лазарет, которым заведовал Г. Ф. Марконет. В 1878 году во время эпидемии чумы в России общество посвятило этому несколько заседаний, обсудив и выработав мероприятия по борьбе с этим заболеванием.
С 1914 в связи с началом 1-й мировой войны деятельность общества была приостановлена. В ноябре 1918 Московское хирургическое общество было объединено с Обществом русских хирургов (1896), в результате слияния образовалось Русское хирургическое общество, которое в 1935 вошло в состав Всесоюзного общества хирургов.

## Журналы общества
С 1875 общество издавало специальный журнал «Летопись хирургического общества в Москве» - первое в России специальное хирургическое издание (1875—1877 и 1880—1891). Журнал выходил периодически, а с 1890 года — 6 раз в год. Издание прекратилось на № 3 за 1891 г. В дальнейшем журнал «Летопись Хирургического общества в Москве» издавался в периоды: 1901—1903, затем в период 1907—1908 - без подзаголовка «в Москве», и в период 1907—1913 гг.
В 1891-1895 годы под эгидой общества выходил журнал «Хирургическая летопись».
Общество одним из немногих представителей медицинской общественности приняло участие в финансировании издания «Указателя русской литературы по математике, чистым и прикладным естественным наукам, медицине и ветеринарии».

## Премия общества
В честь одного из учредителей общества - И. Н. Новацкого, обществом была учреждена премия его имени.

## Председатели общества
Смена председателей общества происходила на ежегодных собраниях в начале каждого учебного года. Обязанности председателя исполняли:
- И. П. Матюшенков (1873 — янв. 1874)
- И. Н. Новацкий (янв.—окт. 1874, 1880)
- Н. И. Стуковенков (1875/76, 1877/78, 1881, 1883, 1884/85)
- Г. А. Савостицкий (1876/77, 1878/79, 1882, 1886/87, 1888/89, 1890/91)
- Н. В. Склифосовский (1883/84, 1885/86, 1887/88, 1889/90, 1891/92, 1893/94)
- А. Н. Маклаков (1892/93)
- А. А. Бобров (1894/95, 1896/97, 1898/99, 1900/01, 1903/04)
- П. И. Дьяконов (1895/96, 1897/98, 1902/03, 1904/05, 1907/08)
- Ф. И. Синицын (1899/1900, 1901/02, 1905/06)
- И. Д. Сарычев (1906/07, 1909/10, 1911/12)
- И. К. Спижарный (1908/09, 1910/11, 1912/13).